# Apoteket Markattan

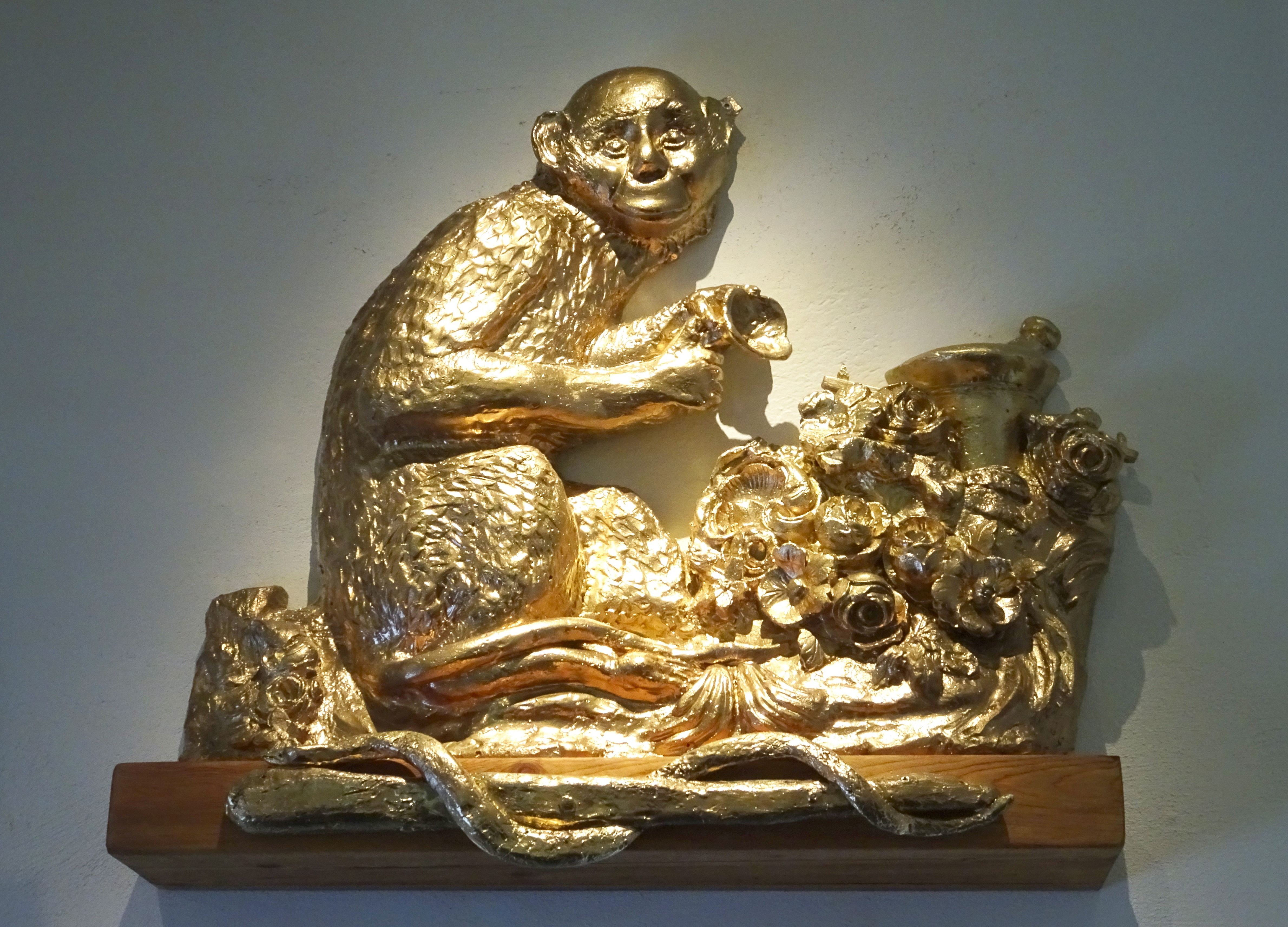
Apoteket Markattans förgyllda emblem finns på Stadsmuseet i Stockholm.

Apoteket Markattan (efter 1892 Leoparden) var ett tidigt apotek som inrättades vid nuvarande Stora Nygatan 28 i Gamla stan, Stockholm. Markattan anses vara det andra, för offentligheten tillgängliga apotek som anlades i Stockholm. Privilegiet att driva ett nytt apotek utfärdades 1623 och Markattan låg kvar på sin ursprungliga adress fram till 1860. Sedermera flyttade Markatten några gånger och bytte namn till Leoparden. Idag ligger Leoparden vid Sveavägen 43.

## Namnet
Typiskt för svenska apotek var namn från djurriket. Apoteksnamn som lejon, hjort, svan och örn hade religiös, kristen symbolik. En annan bakgrund till djurnamnen är att man förr använde en hel del djurprodukter i apotekens läkemedel, exempelvis elfenben och äggskal från struts, påfågelsträck, enhörningshorn eller fett och hjärta från markattor.

## Historik

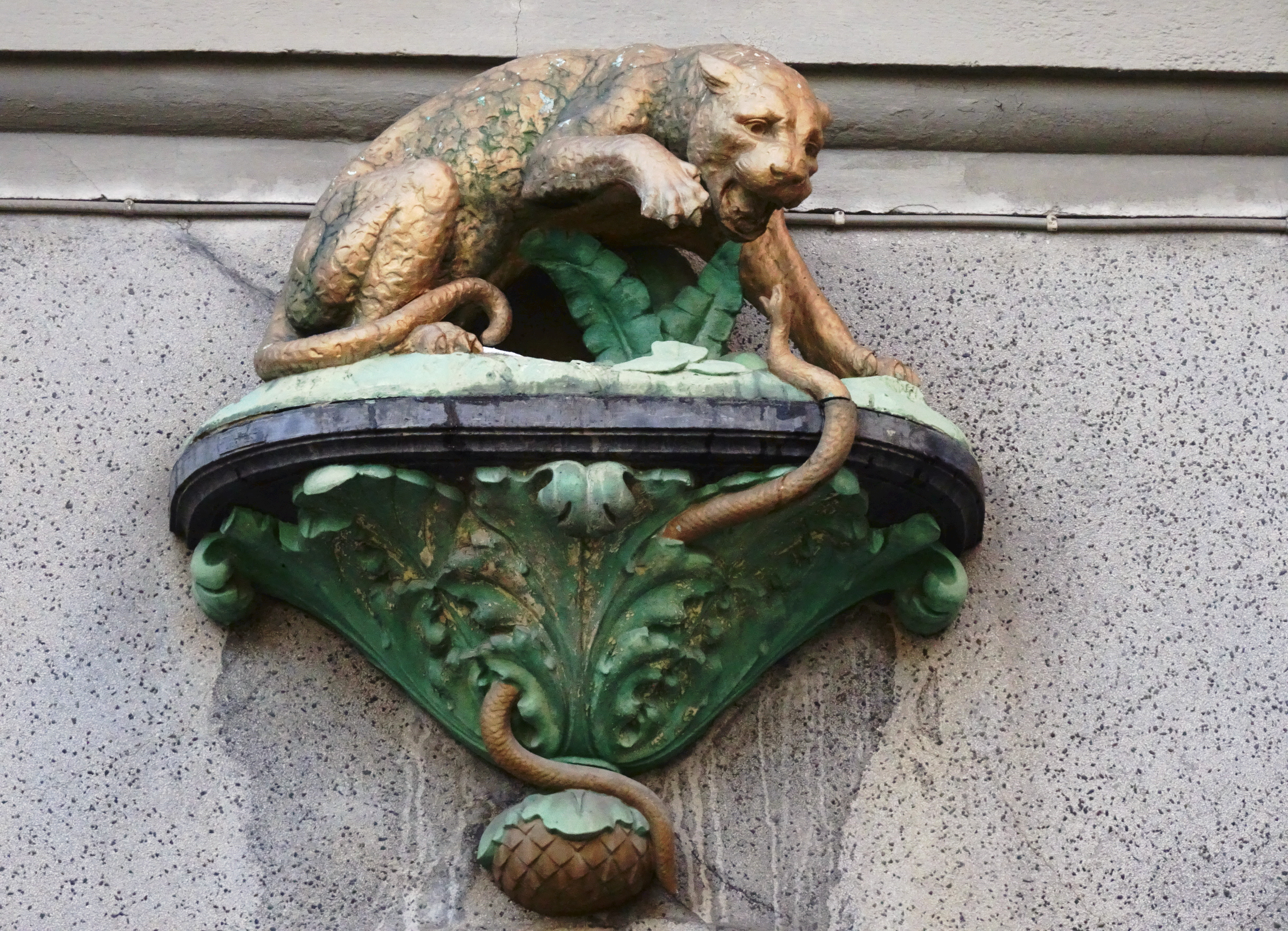
Apotekets emblem, en förgylld leopard finns fortfarande kvar vid Tegnérgatan 16.

Redan 1575 erhöll Simon Walden privilegiet att öppna ett apotek, men det är oklart om han någonsin begagnade sig av tillståndet eller var apoteket låg. Klarlagd är dock att den från Skottland härstammande Jakob Robertson av Struan (1566–1652, adlad 1630 Robertsson) den 22 november 1623 fick privilegiebrevet att öppna ett apotek som han gav namnet Markattan.
En del källor uppger att adressen för Markattan var 1623 vid dåvarande Stora Konungs gatan (nuvarande Stora Nygatan 28).  Vilket är omöjligt eftersom gatan anlades först efter den Stora branden 1625 och den tidigaste bebyggelsen härrör från 1640-talet. Apoteket Markattan kan således först från och med 1640-talet funnits på denna plats.
Om huset vid Stora Nygatan 28 uppges att det uppfördes på 1640-talet av murmästaren och byggnadsledaren Andreas Fischer, som bodde här med sin familj och två pigor samt ytterligare två hantverkarfamiljer. Huset finns fortfarande bevarat, dock i ombyggt och förändrat skick. Det är avbildat på Erik Dahlberghs kopparstick över Karl X Gustavs begravningståg 1660.

## Markattans vidare öden

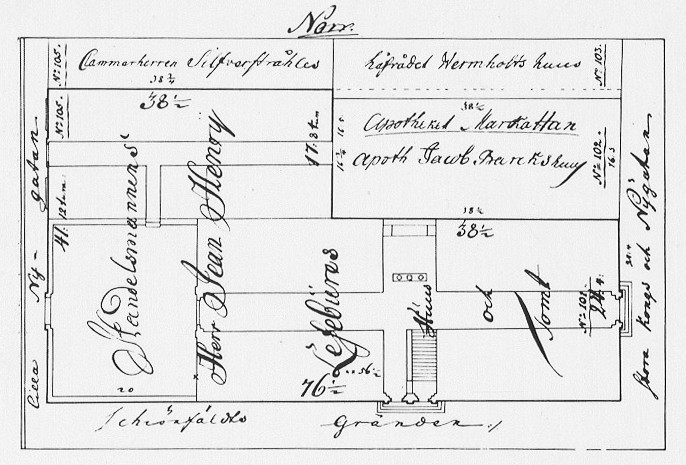
Kvarteret Thisbe 1746 med Markattan i Jakob Barks hus på tomt nr 102.

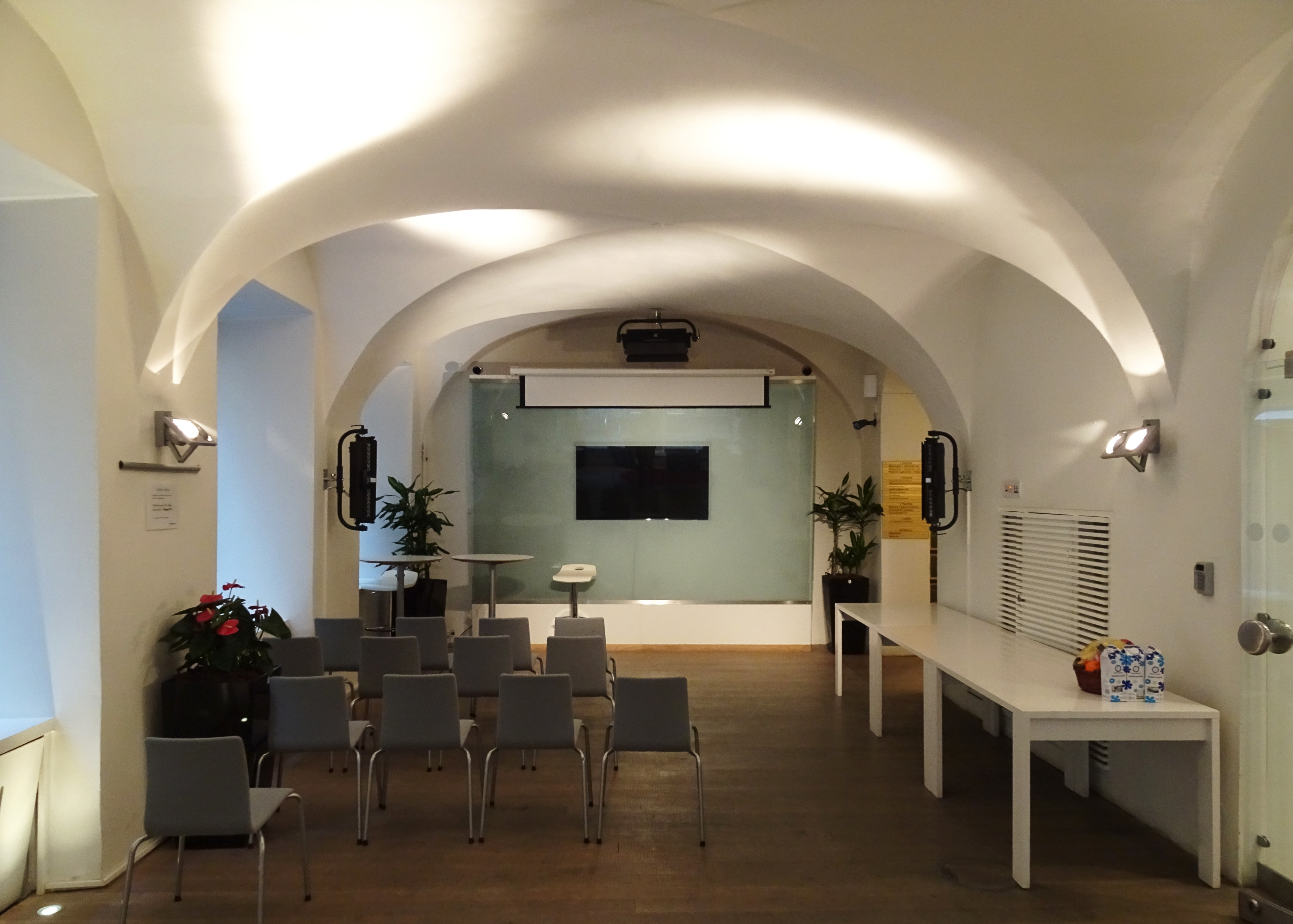
Schönfeldtska huset, lokalen i bottenvåningen, 2016.

Efter Robertsson övertogs apoteket 1628 av dennes kompanjon Jakob Jakobsson de Rees (1604–1650) och såldes 1646 vidare till Georg Christian Daurer (1618-1664). Han kom från Prag och bosatte sig 1641 i Stockholm. Hans son, Jakob Daurer, var sedermera ägare av det Stora Daurerska huset på Södermalm, där Carl Michael Bellman föddes den 4 februari 1740.
Efter Georg Christian Daurer (eller Dauerer) död drevs apoteket av dennes änka, Maria Dauerer, som därmed räknas till Sveriges första kvinnliga apotekare. Sedan övertogs rörelsen 1682 av hennes svärson Jakob Leonard Allmacher (1652–1724). Han kom från Tyskland och flyttade till Stockholm 1680. Allmachers närmaste granne i söder (Stora Nygatan 30) var Schönfeldtska palatset. 
I Samfundet S:t Eriks årsbok från 1952 uppges att Markattan då låg i palatsets bottenvåning, under en tid ett konferensrum för Moderaterna som hade sitt högkvarter i huset. Efter Allmacher ägdes Markattan under 40 år av Johan Konrad Warmholtz (1673–1745), även han härstammade från Tyskland och även han kom över apoteket genom giftermål (med Allmachers dotter). 
Nästa ägare var Jakob Bark (1710–1770) som efter Warmholtz död 1745 förvärvade Markatten. På en tomtkarta över kvarteret Thisbe från 1746 framgår att huset i tomt nr 102 (nuvarande Stora Nygatan 28) ägdes av Bark (Barck) och att han hade apoteket Markattan där. År 1773 gick Markattan till apotekaren Fredrik Ziervogel genom gifte med Barks änka Anna Maria Kjöpke. Ziervogel ägde redan Apoteket Svanen vid Svartmangatan och tillhörde en stor apotekarsläkt vars anfader var Samuel Ziervogel d.ä..

## Markattan blir Leoparden

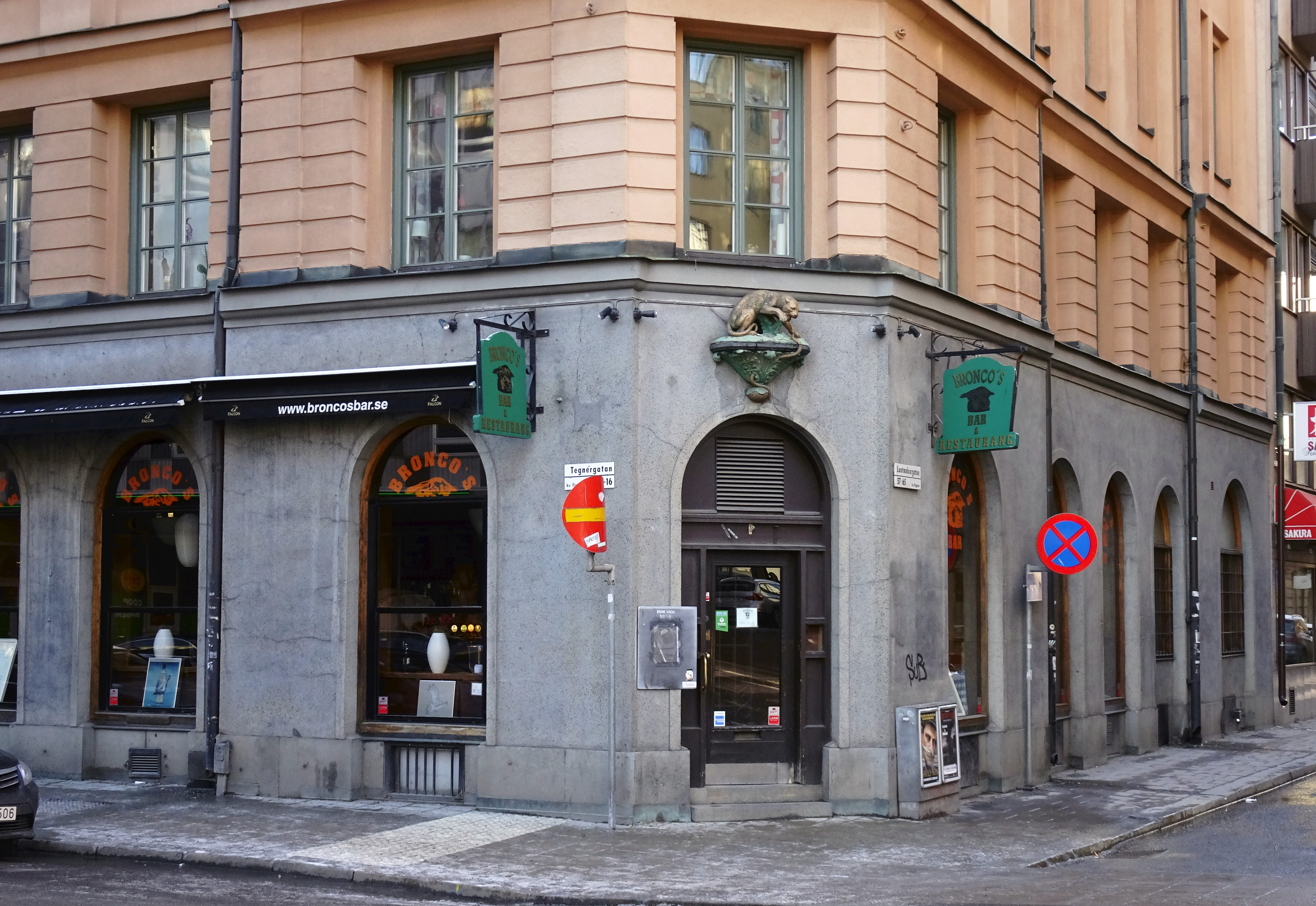
F.d. Apoteket Leoparden i hörnet Tegnérgatan / Luntmakargatan, 2016.

Markattan stannade sedan några generationer i släkten Ziervogel / Bark och kvarlåg vid Stora Nygatan 28 fram till 1860 då det flyttades av ägaren Ernst Walfrid Henschen till Stora Bastugatan 42 och 1879 till nr 30 (nuvarande Sveavägen 62 respektive 50). År 1892 flyttades apoteket ytterligare en gång, nämligen till Tegnérgatan 16, samtidigt ändrades namnet av ägaren, Henrik Theodor Tillander, till Leoparden. Apotekslokalerna var inrymda i två plan. Bottenvåningen rymde officin, kontor, laboratorium, analysrum, förrådsrum och personalutrymmen. I Källarplanet fanns sval- och förrådsutrymmen, syra- och stötbod. Mellan 1909 och 1915 drevs Leoparden av apotekaren Knut Sjöberg, som därefter innehade Svanen.
1932 genomfördes en omfattande ombyggnad av apotekets lokaler då man bland annat fick en ny officin i ljus alm och intarsia.
Apotekets signum, en förgylld leopard som kämpar med eskulapstavens orm, finns fortfarande över entrén vid Tegnérgatan / Luntmakargatan. År 1995 flyttades Leoparden till sin nuvarande adress, Sveavägen 43, där apoteket numera är en filial av apotekskedjan Kronans Droghandel.